# سیارک ۲۰۸۶۱
سیارک ۲۰۸۶۱ (به انگلیسی: 20861 Lesliebeh، نامگذاری:2000VX34) بیست هزار و هشتصد و شصت و یکمین سیارک کشف شده‌است که در ۱ نوامبر ۲۰۰۰ کشف شد.
قدر مطلق سیارک برابر ۱۴.۱ است.